# Wyznania gejszy (powieść)
Wyznania gejszy – pierwsza powieść autorstwa Arthura Goldena. Została napisana na podstawie życia japońskiej gejszy, Mineko Iwasaki.

## Treść
Sakamoto Chiyo, dziewczynka o niebieskoszarych oczach, mieszka wraz z ojcem, matką i siostrą Satsu w rybackiej wiosce Yoroido nad Morzem Japońskim. Gdy dziewczynka miała 7 lat, jej matka zachorowała na nowotwór. Ojciec Chiyo był rybakiem i bardzo bał się o żonę. W 1929 roku (Chiyo ma wtedy 9 lat, a Satsu 15), Tanaka Ichiro, właściciel magazynu ryb Japońskiego Przedsiębiorstwa Rybołówstwa Morskiego w Yoroido sprowadza do wioski panią „Wierćkę”, która ma stwierdzić, czy Chiyo i Satsu nadają się na gejsze. Po oględzinach siostry zostają wywiezione do Kioto. Chiyo trafia do Nitta okiya w Gion, a Satsu do jorou-ya Tatsuyo w Miyagawie.
Chiyo po przyjeździe do okiya poznaje Ciocię, Mamę, Babcię, gejszę Hatsumomo i rówieśniczkę – Dynię. Dziewczynka jest dobrze traktowana przez Ciocię, która chce pomóc małej w zostaniu gejszą, ale za to Hatsumomo chce ją za wszelką cenę zniszczyć, gdyż widzi w córce rybaka przyszłą rywalkę. Aby upokorzyć małą Chiyo, gejsza wymyśla różne intrygi: zamalowanie tuszem kimona Mamehy – najsławniejszej gejszy w Gion, podarowanie pieniędzy na ucieczkę z siostrą, a następnie oskarżenie małej o kradzież szmaragdowej broszki i sprzedaż ulicznemu kupcowi („źródło” pieniędzy).
Po tym oskarżeniu Chiyo dostaje zakaz wychodzenia z domu i musi patrolować wejście do okiya, ponieważ Hatsumomo wracając pijana nie może sobie otworzyć drzwi. Pewnej nocy zamiast Hatsumomo przychodzi Koichi – żonaty kucharz z baru. Jest on kochankiem Hatsumomo. Gdy gejsza wraca do domu na schadzkę z Koichim, Chiyo otrzymuje zakaz piśnięcia słowa o romansie gejszy. Dzięki temu Chiyo mogła spotkać się z Satsu, która kiedyś przyszła do okiya, by zawiadomić ją o miejscu swojego pobytu. Siostry planują ucieczkę. Jednak młodszej nie udaje się uciec (chciała zrobić to przez dach, ale w efekcie spadła i złamała rękę). Przez próbę ucieczki Chiyo traci szansę na zostanie gejszą i staje się służącą.
Pewnego dnia, dwa lata po utracie szansy na bycie gejszą (był to rok 1932, Chiyo miała wówczas 12 lat), dziewczynka uklęka przed murkiem nad potokiem Shirakawa i zaczyna płakać przez to, że Hatsumomo znów jej dokucza. Nagle słyszy czyjś miły, ciepły głos mówiący: Zbyt piękny dzień na łzy. To Prezes, który wraz z dwoma biznesmenami i gejszą Izuko udawał się na przedstawienie. Prezes pomaga Chiyo otrzeć twarz z łez i brudu oraz daje jej monetę i chusteczkę, aby kupiła sobie kruszony lód z syropem. Chiyo kupuje deser, a resztę przeznacza na ofiarę i zachowuje też chusteczkę. Od tego dnia postanawia zostać gejszą i, w rezultacie, częścią życia Prezesa, w którym się skrycie zakochała.
Później do okiya przychodzi Mameha. Chce ona wziąć Chiyo na młodszą siostrę i pomóc jej w zostaniu gejszą. Z córki rybaka wyrasta najsłynniejsza gejsza w Gion – Sayuri. Stając się gejszą i młodszą siostrą Mamehy, Chiyo traci cenną rzecz – przyjaźń Dyni, która jest już gejszą-praktykantką (maiko) i młodszą siostrą Hatsumomo. 
Na turnieju sumo Sayuri poznaje Nobu Toshikazu – dyrektora koncernu Iwamura, w którym prezesem był Iwamura Ken – miłość Sayuri. W czasie turnieju młoda gejsza chce rozmawiać z Prezesem, lecz Nobu wciąż ją zagaduje. Nobu, który nie lubi gejsz, prosi Mamehę, aby przyprowadziła Sayuri znowu. W ten sposób młoda gejsza zyskuje kandydata na przyszłego danna (Nobu często obsypuje ją prezentami; raz przy gościach podarował jej grzebień). Jednak Sayuri nie jest z tego zadowolona, gdyż chce zbliżyć się do Prezesa, ale ze względu na chęć zniszczenia Hatsumomo wciąż spotyka się z Nobu.
Gdy Sayuri miała 15 lat, rozpoczęła się licytacja o jej mizuage. Walczyli o nie Doktor Krab oraz Baron. Za mizuage Sayuri zapłacono jedenaście i pół tysiąca jenów. Była to rekordowa suma, która pozwoliła Sayuri spłacić długi i stać się córką okiya. Przed dniem mizuage Sayuri została zaproszona przez Barona na przyjęcie. Po nim gejsza otrzymała od Barona kimono. Nagle Baron postanowił, że gejsza ma przymierzyć kimono, i ją rozebrał, aby popatrzeć na jej nagie ciało. Na szczęści dla gejszy nie doszło do niczego więcej, gdyż wtedy nigdy nie wyszłaby ze swoich długów. 
W czasie II wojny światowej Sayuri ma pierwszego danna – generała Tottori. Jednak gdy wojna rozpoczyna się na dobre, Sayuri zamieszkuje u państwa Arashino, gdzie musi ciężko pracować. Spracowana i zaniedbana nie przypomina dawnej, ślicznej kobiety.  
Po zakończeniu wojny Sayuri wraca do Kioto. Wraz z Mamehą i Dynią zostają poproszone przez Nobu i Prezesa o zabawianie ministra Sato, który ma wspomóc finansowo koncern Iwamura. Potem Nobu oświadcza, iż po tym, jak koncern znów stanie na nogach, on stanie się danna Sayuri. Kobieta jest zrozpaczona. Podczas weekendu na wyspach Amami, na który gejsze są zaproszone przez koncern Iwamura, goście grają w grę, w której każdy uczestnik opowiada dwie historie: prawdziwą i zmyśloną, a pozostali mają zgadywać, która jest która. Kto się pomyli, pije karne sake. Po tej zabawie Sayuri prosi Dynię, by ta przyprowadziła Nobu do teatru, podczas gdy Sayuri miała odbyć stosunek z ministrem, chcąc w ten sposób chce uniemożliwić Nobu stanie się jej danna, gdyż dyrektor uważa ministra za idiotę. Zamiast Nobu Dynia przyprowadza Prezesa, mszcząc się w ten sposób na Sayuri za odebranie jej możliwości zostania główną gejszą w okiya. 
Trzy dni po incydencie na Amami Sayuri ma przystąpić do ceremonii, w której otrzymuje danna. Spodziewa się Nobu, ale zamiast niego przychodzi Prezes. Wyjaśna jej, iż wie, że Sayuri to Chiyo, którą spotkał nad potokiem Shirakawa. Gejsza wyznaje mu swoją miłość, a Prezes wyjaśnia jej, że miała ona być gejszą Nobu, gdyż Prezes ma wobec niego dług. Potem całuje ją, pomimo tego, że kilka minut wcześniej mówił o długu wobec współpracownika. Okazuje się, że Nobu wie o tym, co się stało na Amami i zrezygnował z bycia danna. 
Później Prezes staje się danna Sayuri, lecz po kilku latach, gejsza rezygnuje z życia w Kioto i wyprowadza się do Nowego Jorku, gdzie ma powstać filia koncernu. Gejsza mieszka tam wraz z synem, który jest także dzieckiem Prezesa. Po paru miesiącach Iwamura Ken umiera, ale Sayuri nie rozpacza. Cieszy się z tego, że ma syna i z tego, że chociaż przez kilka lat mogła być częścią życia ukochanego człowieka.

## Bohaterowie
- Sakamoto Chiyo/Nitta Sayuri – córka rybaka. Pochodzi z Yoroido. Ma starszą siostrę, Satsu. Wyróżnia się niebieskoszarymi oczami. Jest zakochana w Prezesie i w końcu zdobywa jego uczucie. Rywalka Hatsumomo. Dawna przyjaciółka Dyni.
- Iwamura Ken – prezes koncernu Iwamura. Miłość Sayuri. Po wielu latach staje się jej danna i ma z nią syna. Współpracownik Nobu.
- Mameha – najsłynniejsza gejsza w Gion, piękna, uprzejma, bardzo utalentowana. Starsza siostra Sayuri. Trzy razy była w ciąży z Baronem, ale za każdym razem dokonywała aborcji. Trzy nagrobki na ołtarzu były symbolami jej nienarodzonych dzieci.
- Dynia (Hatsumiyo) – dawna przyjaciółka Chiyo. Młodsza siostra Hatsumomo.
- Hatsumomo – starsza siostra Dyni. Nienawidzi Sayuri i próbuje ją zniszczyć, ale w rezultacie niszczy samą siebie.
- Mama – opiekunka okiya.
- Ciocia – siostra Mamy.
- Babcia – przybrana matka Cioci i Mamy.
- Nobu Toshikazu – dyrektor koncernu Iwamura. Darzył Sayuri głębokim uczuciem, ale nie został jej danna ze względu na incydent z udziałem ministra, Walczył w I wojnie światowej, w wyniku czego stracił rękę.
- Yoko – telefonistka w okiya.
- Koichi – kochanek Hatsumomo.
- Tanaka Ichiro – człowiek, który sprzedał siostry Sakamoto do Kioto.
- Sakamoto Satsu/Yukiyo – siostra Chiyo (Sayuri). Po wywiezieniu jej i siostry do Kioto, trafia do domu publicznego, z którego ucieka. Powraca do Yoroido i zwiewa stamtąd z synem państwa Sugi.
- Tanaka Kuniko – córka Tanaki Ichiro.
- Sakamoto Minoru – ojciec Chiyo i Satsu.
- Sakamoto Natsu – zmarła pierwsza żona Sakamoty Minoru.
- Sakamoto Jinichiro – zmarły syn Sakamoty Minoru.
- Sakamoto Masao – młodszy zmarły syn Sakamoty Minoru.
- doktor Miura – lekarz, który leczył matkę Chiyo.
- pani Sakamoto – mama Chiyo i Satsu. Zmarła na nowotwór.
- Doktor Krab – lekarz w Gion. Kupił mizuage Sayuri.
- Baron Matsunaga Tsuneyoshi – danna Mamehy.
- Uchida-san – malarz. Namalował plakaty promujące Sayuri.
- generał Tottori – pierwszy danna Sayuri.
- minister Sato – powojenny sponsor koncernu Iwamura. Sayuri zwabiła go i kochała się z nim, aby nie dopuścić Nobu do bycia jej danna.
- Yasuda Akira – artysta, którego Sayuri uwiodła w Tatematsu.